# Bamburgh
Bamburgh è un grande villaggio della costa del Northumberland (Inghilterra).
È una località nota per il suo castello, che domina la spiaggia, che fu sede dei sovrani della Northumbria e che oggi appartiene alla famiglia di William George Armstrong, e per l'associazione con l'eroina vittoriana Grace Darling.
Bamburgh è oggi una popolare località per le vacanze.

## Castello di Bamburgh

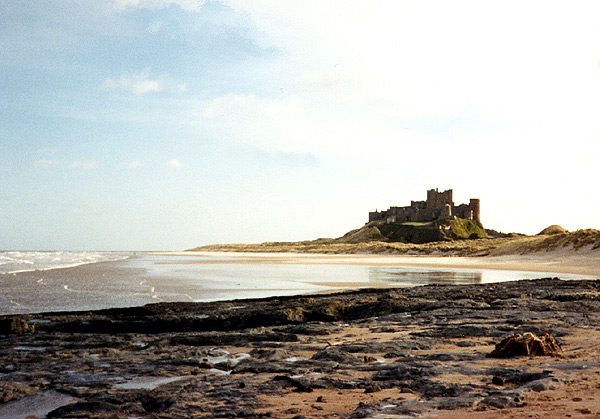
Il castello di Bamburgh

Il castello di Bamburgh, all'epoca chiamato Din Guardi, fu la capitale del Regno di Bernicia (Bryneich) tra il 420 ca. e il 547, anno in cui fu conquistato dagli invasori angli guidati da Ida. Venne poi chiamato Bebbanburgh dal nome di uno dei suoi successori. Il castello divenne capitale del regno anglo di Bernicia, fino a quando questa venne unita nel 634 alla Deira per formare il regno di Northumbria. A partire da questo momento, la capitale fu spostata a York.
Nel 1464 Enrico VI regnò su tutta l'Inghilterra (nominalmente) da Bamburgh durante la Guerra delle due rose. Il castello venne distrutto dall'artiglieria.
Thomas Malory identificò Bamburgh con il castello di Lancillotto, Joyous Gard.

## Nei Media
"L'ultimo Regno" (The Last Kingdom) è un romanzo storico del 2004 scritto da Bernard Cornwell. Il romanzo fa parte della serie "Le Cronache dei Sassoni" (The Saxon Stories). "The Last Kingdom" è incentrato sulla giovinezza del personaggio di Uhtred di Bebbanburg (che è stato ispirato dallo stesso Uchtred), il quale racconta le sue vicende a partire da quando aveva dieci anni (nell'anno 866 d.C.) fino a quando ne ha circa venti (876). Da questo romanzo è tratta parte del serial The Last Kingdom in onda dal 2015 sulla rete BBC America. L'autore Bernard Cornwell scoprì di essere un discendente di Uhtred the Bold, un conte di Northumbria che regnò al castello di Bebbanburg all'inizio del X secolo. Tuttavia, il personaggio principale di The Last Kingdom è simile solo nel nome e nel territorio, poiché il vero Uhtred non ha avuto la stessa straordinaria educazione o avventure.